# Tshane
Tshane is een dorp in het district Kgalagadi in Botswana. De plaats telt 1020 inwoners (2011).